# Окремий корпус морської охорони (Українська Держава)
Окремий корпус морської охорони (О.к.м.о) — військове формування збройних сил Української Держави під час української революції та радянсько-української війни.

## Історія
Після 29 квітня 1918 року розпочалося створення нової Української Держави.
Сухопутний кордон країни на заході Української Держави повинен був охороняти Окремий корпус кордонної охорони, а південний морський кордон — Окремий корпус морської охорони.
В західній частині Херсонської губернії Дністровська прикордонна бригада Окремого корпусу кордонної охорони охороняла сухопутний кордон на заході Херсонської губернії до перетину з узбережжям Чорного моря, а далі від західного сухопутного кордону вздовж узбережжя розміщувались берегові морські підрозділи й військові частини.
Всі основні сухопутні й морські заклади Української Держави знаходилися в Одесі (повітове місто Херсонської губернії. Херсонську губернію й саму Одесу займала й контролювала армія Австро-Угорської імперії.

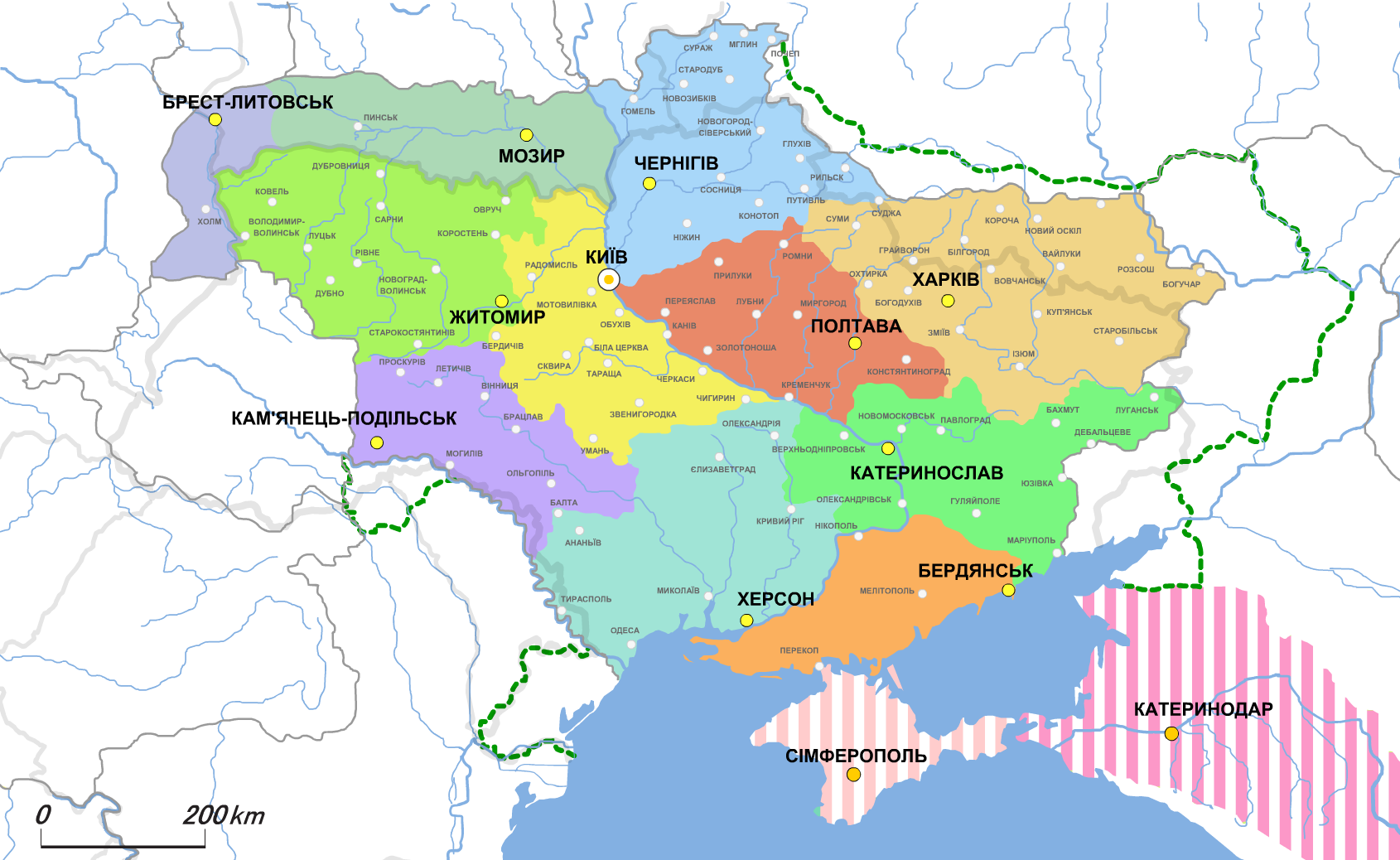
Адміністративно-територіальний поділ. Зелена пунктирна лінія — територіальні претензії.

1 травня Товаришем морського міністра призначено капітана 1 рангу Семена Овода. Він же обіймав посаду Начальника Головного морського штабу (що примітно займав її з 28 квітня ще в армії УНР) С. Овод обіймав посаду Начальника Головного морського штабу до 31 травня.
3 травня Товаришем морського міністра призначено капітана 1 рангу Миколая Лаврентійовича Максимова (був на посаді 3 травня — 10 жовтня).
4 травня було сформовано Раду міністрів Української Держави. Морське міністерство не було самостійним, а увійшло до складу Військового міністерства. Посада Морського міністра виявилася вакантною. Товаришем морського міністра залишався капітан 1 рангу М. Л. Максимов. За вакантної посади Морського міністра він виконував його обов'язки. М. Л. Максимов ще у війську УНР 6 місяців займався питаннями флоту.

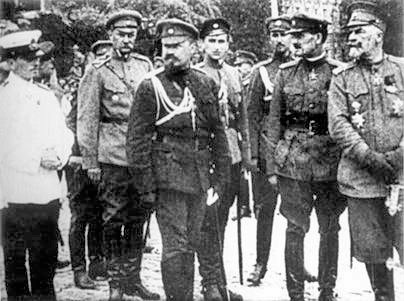
Службовці військового міністерства Української Держави — полковник Микола Лаврентійович Максимів (крайній зліва, у білій формі) і військовий міністр генеральний бунчужний Олександр Францевич Рогоза (крайній праворуч).

Керівництво військового відомства розпочало залучати до служби адміралів, генералів і офіцерів, які раніше служили в Російській імператорській армії й Революційній армії вільної Росії й тих які служили Російській імперії й Російській республіці.
10 травня Військове міністерство створило комісію з реформування морського відомства. Начальником комісії було призначено віце-адмірала Андрія Покровського, котрий обіймав посаду начальника портів Чорного і Азовського морів. Підсумком роботи комісії стало рішення залишити відомство в складі військового міністерства, не виділяючи його як окреме міністерство.
20 травня начальник портів Чорного й Азовського морів віце-адмірал Андрій Покровський й старший лейтенант Деменко звернулися до товариша морського міністра капітана 1 рангу М. Л. Максимова з проханням затвердити військово-морський «андріївський» прапор Росії, як кормовий прапор України. М. Л. Максимов погодився й затвердив «андріївський» прапор.
23 травня гетьман П. П. Скоропадський видав Указ по Морському відомству про морську охорону вздовж лінії узбережжя Чорного моря, про початок формування Бригади морської піхоти в складі трьох полків для несення служби вздовж лінії морського узбережжя і у військово-морських фортецях, а у воєнний час і для проведення десантних операцій.
Військові моряки носили погони, кокарди, нашивки, встановлені наказами Тимчасового уряду від 16.04.1917 ч. 125 і 21.04.1917 ч. 150.
30 травня урядом видано Закон, яким була затверджена присяга на вірність Українській Державі, і Закон про військову підсудність. Військовослужбовці почали давати присягу.
31 травня Начальник Головного морського штабу капітан 1 рангу С. Овод звільнив посаду.
1 червня Начальником Головного морського штабу призначено капітана 1 рангу Юрія Свірського (1 червня — 15 листопада).
2 червня Українську Державу визнала Німецька імперія.
6 червня командиром 2-ї батареї корпусу призначено Івана Сухоцького (6 червня — листопад 1918).
15 червня наказом № 166/28 по Морському головному штабу було видано Закон про однострій. Розпочалося виготовлення нового речового майна.
16 червня гетьман П. П. Скоропадський видав указ про військово-морський прапор, створений геральдичною комісією на основі прапорів німецьких і британських флотів, але з врахуванням українських морських традицій, а наказом від 18 червня № 192/44 по Морському відомству новий зразок військово-морського прапора було розповсюджено на флот.
24 червня Рада міністрів держави прийняла Закон про загальний військовий обов'язок і затвердив План організації армії, підготовлений Генеральним штабом. Територія держави була поділена на корпуси-округи відповідно з адміністративним поділом. В Херсонській губернії формувався 3-й Одеський корпус-військова округа.
1 серпня затверджено Закон про політично-правове положення службовців Військового відомства, котрий забороняв їх перебувати й брати участь в роботі будь-яких гуртків, товариств, партій, комітетів, союзів й інших організацій, які мають політичний характер.
Система морської охорони відповідно до указу від 23.05.1918 року поділялася на три частини. Комісією з реформування Морського відомства під керівництвом віце-адмірала А. Покровського було розроблено план розташування частин майбутнього Окремого корпусу морської охорони північно-західного району Чорного моря. Система охорони узбережжя поділялася на 3 райони морської охорони:
- перший район — від західного кордону Української Держави до Сичавки (н.п. східніше Одеси) по території Одеського повіту Херсонської губернії;
- другий район — від Очакова Одеського повіту Херсонської губернії до Миколаєва по території Херсонського повіту Херсонської губернії;
- третій район — від Миколаєва до Херсона Херсонського повіту Херсонської губернії

й далі за Дніпром вже по території Таврійської губернії до Перекопу Перекопського повіту.

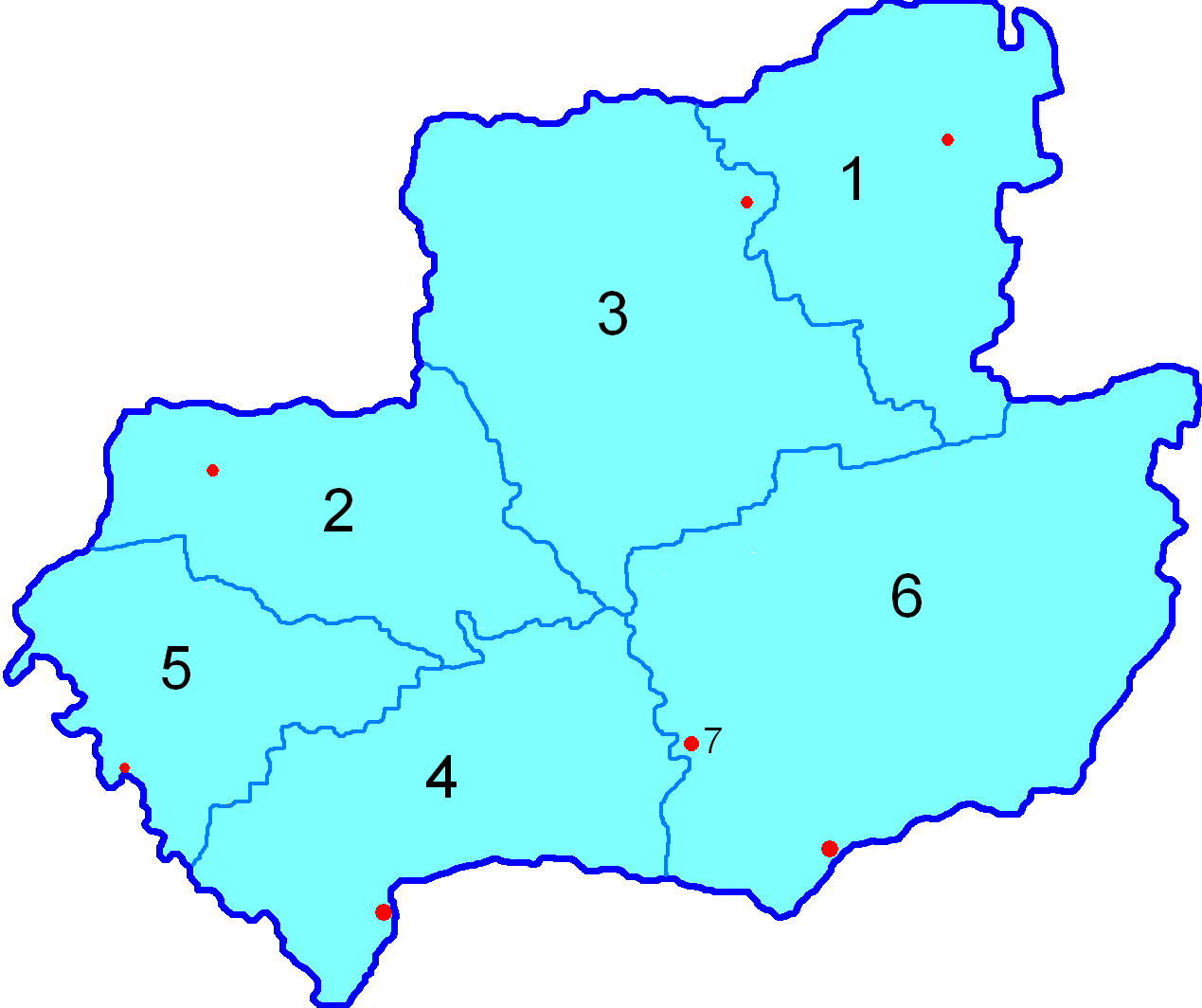
Адміністративний поділ Херсонської губернії

- 1 Олександрійський, м. Олександрія
- 2 Ананьївський, м.Ананьїв
- 3 Єлисаветградський, м. Єлисаветград
- 4 Одеський, м.Одеса
- 5 Тираспольський, м.Тирасполь
- 6 Херсонський, м.Херсон
- 7 Миколаївське градоначальництво, м.Миколаїв

Командувач 3-го Херсонського корпусу-округи отримував значне підсилення своїх військ у Північному Причорномор'ї.
31 серпня видано наказ по Морському відомству про повну дислокацію частин берегової оборони Чорного моря й узбережжя південно-західного району.
1-й район морської охорони займав 1-й відділ берегової оборони Корпусу морської охорони від західного кордону Української Держави до Сичавки (н.п. на схід від Одеси)
Гарнізон м. Одеса:
- Зі складу Окремого корпусу морської охорони всього близько 300 осіб:

- Управління корпусу,
- Штаб 1-го відділу морської охорони,
- Штаб 1-го полку морської піхоти,
- 1-й ескадрон морської кавалерії,
- дві інженерні чоти: Телеграфна чота й телефонна чота морської піхоти.

- Зі складу 3-го Херсонського корпусу

- Управління корпусу
- Управління 5-ї пішої дивізії
- 14-й піший Поморський полк 5-ї пішої дивізії
- 15-й піший Одеський полк 5-ї пішої дивізії
- 3-й авіадивізіон (див. Авіація Української Держави)

2-й район морської охорони займав 2-й відділ берегової оборони Корпусу морської охорони від Очакова до Миколаєва
Гарнізон м. Очакова:
- Зі складу Окремого корпусу морської охорони всього в місті близько 800 осіб:

- 3-й батальйон 2-го полку морської піхоти,
- 1-й артилерійський батальйон (три важких артилерійський батареї, 12 гармат),
- 2-й ескадрон морської кавалерії,
- Саперна півсотня,
- Мотоциклетна команда.

Гарнізон м. Миколаєва:
- Зі складу Окремого корпусу морської охорони всього в місті близько 1200 осіб:

- Штаб 2-го відділу морської охорони,
- 1-й і 2-й куреня 2-го полку морської піхоти,
- 2-й артилерійський курінь (дві батареї по 4 гармати, всього 8 гармат),
- дві інженерні чоти: Телеграфна і Телефонна чоти морської піхоти.

- Зі складу 3-го Херсонського корпусу

- Управління 6-ї пішої дивізії
- 18-й піший Запорізький полк 6-ї пішої дивізії

3-й район морської охорони займав 3-й відділ берегової оборони Корпусу морської охорони від Миколаєва до Херсону й далі до Перекопу
Гарнізон м.Херсон, губернське місто Херсонської губернії:
- Штаб 3-го відділу морської охорони,
- Штаб і курені 3-го полку морської піхоти.

Гарнізон м. Перекопа, повітове місто Перекопського повіту Таврійської губернії:
- 3-й ескадрон морської кавалерії.

31 серпня видано наказ по Морському відомству Товаришем морського міністра капітана 1 рангу Максимова, який забороняв носити погони, кокарди, нашивки, встановлені наказами Тимчасового уряду від 16.04.1917 ч. 125 і 21.04.1917 ч. 150. і натомість, з 10 вересня пропонувалося суворо дотримуватись однострою, оголошеного в наказу по Морському відомству від 15 липня цього року під ч. 166. Всі начальники повинні були суворо слідкувати за виконанням цього розпорядження.
Жерстяна кокарда на кашкет для козаків (матросів і унтер-офіцерів) мала вигляд круглої золотої опуклої «зірки», діаметром 27 мм, на яку накладався покритий блакитним кольором емальований кружечок діаметром 18 мм із золотим обідком і гербом Української Держави. Кокарда була ідентичною загальноармійській кокарді. Для підстаршин і старшин (офіцерів і адміралів) на кружечку замість герба розміщувався золотого кольору якір, а герб розташовувався над «зіркою» (герб див. в статті Українська Держава). Навколо всього розташовувався золотистого кольору лавровий вінок, переплетений внизу стрічкою з блакитними кантами.
Військові знаки розрізнення на повсякденній формі були на погонах і нашивалися золотим галуном на рукавах. Літній вихідний старшинський однострій був білого кольору, до нього додавалися сріблястого кольору аксельбанти; нарукавні знаки розрізнення при ній були відсутніми, тільки погони.
Військовий однострій козаків флоту наслідував російські й європейські зразки, була білого й темно синього кольору. Гюйс мав дві (синю й білу) смужки навкруги. Ремінь був білого кольору з латунною бляхою. На повсякденному однострої погон не було, а були тільки нарукавні знаки розрізнення, погони були на шинелях.
В жовтні на службу в ряди армії повинні були призвати новобранців 1899 року народження, однак, через внутрішні та зовнішні фактори політичної ситуації восени 1918 року набір призовників був відкладений на пізніший час.
9 листопада Німецька імперія революційними громадянами проголошена республікою. (див. Листопадова революція) Для уряду Української Держави ця подія віщувала послаблення влади.
11 листопада завершилася Перша світова війна. Німецька імперія перестала існувати в результаті Листопадової революції. За укладеним Німеччиною з країнами Антанти перемир'ям німецькі війська повинні були залишити територію Російської республіки й Української Держави.
12 листопада наказом № 594/288 адмірал А. Покровський був призначений міністром морських справ Української Держави, а контр-адмірал Клочковський був призначений тимчасовим командувачем усіх морських сил.
14 листопада гетьман П. П. Скоропадський проголосив «Федеративну Грамоту», яким він зобов'язувався об'єднати Україну з майбутньою (небільшовицькою) російською державою.
16 листопада почалося повстання, яке було підтримане частиною військ Української Держави під командуванням С. В. Петлюри, яке очолила Директорія УНР проти уряду Української Держави. Українська революція змітала ще одну владу.
16 листопада в Чорне море увійшов об'єднаний флот країни Антанти.
26 листопада французька ескадра Антанти зайняла Одесу.
13 грудня гетьман П. П. Скоропадський видає останній наказ по морському відомству.
Після нетривалої «Української громадянської війни 16 листопада — 14 грудня», 14 грудня гетьман П. П. Скоропадський віддав наказ про демобілізацію захисників Києва й зрікся влади.